# Jo Gagliardi
Jo Gagliardi (* 22. Dezember 1934 in Genf) ist ein Schweizer Jazzmusiker, der als Trompeter tätig war.

## Wirken
Gagliardi begann mit 15 Jahren in einem Blasorchester zu musizieren; drei Jahre später entdeckte er den Jazz für sich. Von 1954 bis 1959 spielte er in der Riverboat Jazz Band. 1959 bildete er gemeinsam mit dem Pianisten Marc Hemmeler ein eigenes Quartett. Nach Hemmelers Umzug nach Paris spielte Gagliardi im Orchester von Claude Aubert, das Henri Chaix 1961 übernahm. Dann war er bis 2005 Mitglied bei den New Orleans Feetwarmers, um im Anschluss mit Jean-Loup Muller und Romano Cavicchiolo zu arbeiten. Tom Lord listet 32 Aufnahmen zwischen 1959 und 2006; unter anderem ist er auf Alben mit Rex Stewart (Baden 1966 and Montreux 1971), Benny Carter/ Bill Coleman/Henri Chaix (The Three C), mit der Riverboat Jazz Band, den Feetwarmers und Romano Cavicchiolo (Remember…) zu hören.